# Инсайдерская информация
Инсайдерская информация (англ. Insider information) — это подлинные сведения, не подвергавшиеся ранее публикации и способные существенно повлиять на цену финансовых инструментов, валют или товаров.
Сюда можно отнести: информацию о готовящейся смене руководства и новой стратегии, о подготовке к выпуску нового продукта и к внедрению новой технологии, об успешных переговорах о слиянии компаний или идущей скупке контрольного пакета акций; материалы финансовой отчётности, прогнозы, свидетельствующие о трудностях компании; информация о тендерном предложении (на торгах) до его раскрытия публике, список аффилированных лиц и т. д.
В более широком смысле — любая информация, известная определённому кругу лиц, близких к её источнику, и не доступная иным лицам.
Руководство предприятия, как правило, владеет инсайдерской информацией. Другие сотрудники компании также владеют ею. Другие лица, с которыми компания может в процессе работы обмениваться соответствующими сведениями, тоже становятся инсайдерами. Такими лицами могут быть, например, адвокаты, финансовые консультанты, аудиторы, банкиры и пр.
В большинстве стран законы о ценных бумагах содержат нормы, направленные против использования инсайдерской информации в целях дестабилизации рынка и получения ограниченным кругом лиц, имеющих к ней доступ, несправедливой прибыли.

## Правовое регулирование в России
Несмотря на свободу информации, закрепленную в Конституции России, существуют ограничения по использованию некоторых видов информации на основании закона. Поскольку неправомерное использование инсайдерской информации может привести к нарушению справедливого ценообразования на финансовые инструменты, иностранную валюту и (или) товары, а также равенства инвесторов, то в российском законодательстве были закреплены ограничения на использование инсайдерской информации.
Законодательство о борьбе с неправомерным использованием инсайдерской информации было принято также для того, чтобы Россия стала подписантом меморандума IOSCO, а также для соблюдения рекомендации ФАТФ о признании использования инсайдерской информации для совершения операций на рынке и манипулирования рынком преступлениями, предшествующим легализации (отмыванию) преступных доходов.
Правовую основу для противодействия неправомерного использования инсайдерской информации составляет Федеральный закон "О противодействии неправомерному использованию инсайдерской информации и манипулированию рынком и о внесении изменений в отдельные законодательные акты Российской Федерации" от 27.07.2010 N 224-ФЗ. Согласно статье 2 данного федерального закона:
инсайдерская информация — точная и конкретная информация, которая не была распространена (в том числе сведения, составляющие коммерческую, служебную, банковскую тайну, тайну связи (в части информации о почтовых переводах денежных средств) и иную охраняемую законом тайну) и распространение которой может оказать существенное влияние на цены финансовых инструментов, иностранной валюты и (или) товаров (в том числе сведения, касающиеся одного или нескольких эмитентов эмиссионных ценных бумаг, одной или нескольких управляющих компаний инвестиционных фондов, паевых инвестиционных фондов и негосударственных пенсионных фондов либо одного или нескольких финансовых инструментов, иностранной валюты и (или) товаров);
Перечень инсайдерской информации самостоятельно определяется юридическими лицами-инсайдерами с учетом особенностей своей деятельности, положений Федерального закона от 27.07.2010 N 224-ФЗ, а также Указания Банка России от 11 сентября 2014 г. N 3379-У.

### Ограничения на использование инсайдерской информации
Статья 6 Федерального закона от 27.07.2010 N 224-ФЗ устанавливает ограничения на использование инсайдерской информации. При этом ее нормы конкретизируют направления, в которых запрещено использовать такую информацию. В частности, инсайдерскую информацию запрещено использовать:
1) для осуществления операций с финансовыми инструментами, иностранной валютой и (или) товарами, которых касается инсайдерская информация, за свой счет или за счет третьего лица.
Этот запрет не распространяется на операции, совершенные в рамках исполнения обязательства по покупке или продаже финансовых инструментов, иностранной валюты и (или) товаров, срок исполнения которого наступил, если такое обязательство возникло в результате операции, проведенной до того, как лицу стала известна инсайдерская информация. Такая ситуация возможна, например, при заключении фьючерсных контрактов.
Кроме того, рассматриваемый законодательный запрет адресован любым лицам, а не только включенным в список инсайдеров.
2) путем передачи ее другому лицу;
Тем не менее, здесь же содержится и исключения, а также отдельные основания для правомерной передачи информации, а именно передача этой информации лицу, включенному в список инсайдеров, в связи с исполнением обязанностей, 1) установленных федеральными законами, 2) в связи с исполнением трудовых обязанностей или 3) исполнением договора.
3) путем дачи рекомендаций третьим лицам, обязывания или побуждения их иным образом к приобретению или продаже финансовых инструментов, иностранной валюты и (или) товаров.

### Контроль с целью противодействия неправомерному использования инсайдерской информации
Одной из функций Банка России является контроль за соблюдением требований, закрепленных в законодательстве, нормативных актах органов и организаций, юридических и физических лиц, самим Банком России, принятых для противодействия неправомерного использования инсайдерской информации. В связи с этим Банк России выявляет нарушения, принимает нормативные акты и другие документы. При этом для предотвращения, выявления и пресечения неправомерного использования инсайдерской информации Банк России вправе обращаться в установленном законодательством Российской Федерации порядке в правоохранительные органы. То есть имеет место определенное законом межведомственное взаимодействие. 
Согласно пункту 1 части 1 статьи 14 Федерального закона N 224-ФЗ, Банк России имеет право проводить проверки органов, организаций, физических лиц на соблюдение требований законодательства о противодействии неправомерному использованию инсайдерской информации и манипулированию рынком. Порядок проведения таких проверок установлен Инструкцией Банка России от 13 января 2020 г. N 201-И. 
По состоянию на октябрь 2020 года Банком России были выявлено 6 случаев использования инсайдерской информации.
Кроме того, организаторы торгов, то есть биржи или торговые системы, вместе с саморегулируемыми организациями в сфере финансового рынка, объединяющими участников торгов в целях предотвращения, выявления и пресечения неправомерного использования инсайдерской информации, осуществляют контроль за операциями с финансовыми инструментами, иностранной валютой и (или) товарами, осуществляемыми на организованных торгах.
Также участники организованных торгов, инсайдеры обязаны определить должностное лицо, ответственное за осуществление внутреннего контроля за соблюдением требований законодательства о противодействии неправомерного использования инсайдерской информации, тем самым организуя внутренний контроль.

### Юридическая ответственность

#### Уголовная ответственность
Статья 185.6 Уголовного кодекса РФ устанавливает уголовную ответственность за неправомерное использование инсайдерской информации.
Здесь же установлено определение неправомерного использования инсайдерской информации, которое соответствует положениям об ограничениях использования инсайдерской информации, содержащимся в ст. 6 Федерального закона от 27.07.2010 N 224-ФЗ. Часть первая указанной статьи УК РФ соответствует пункту 1 и 3 части 1, статьи 6 Федерального закона от 27.07.2010 N 224-ФЗ, а вторая часть статьи УК РФ соответствует пункту 2 части 1 статьи 6 Федерального закона от 27.07.2010 N 224-ФЗ.
Тем не менее, для привлечения лица к уголовной ответственности по указанным статьям необходимо, чтобы такое использование причинило крупный ущерб гражданам, организациям или государству либо было сопряжено с извлечением дохода или избежанием убытков в крупном размере. Согласно примечанию к статье, крупным ущербом, доходом, убытками в крупном размере в настоящей статье признаются ущерб, доход, убытки в сумме, превышающей 3 750 000 рублей. Кроме того, преступление должно быть совершено с умыслом.

#### Административная ответственность
Кодексом Российской Федерации об административных правонарушениях предусмотрено 2 статьи, устанавливающие административные правонарушения в сфере инсайдерской информации:
Статья 15.21 КоАП «Неправомерное использование инсайдерской информации». Устанавливает административную ответственность за неправомерное использование инсайдерской информации в случае, если не выполняются условия, необходимые для привлечения к уголовной ответственности о крупности ущерба, дохода, убытка. Кроме того, для привлечения лица к административной ответственности правонарушение может быть совершено как с умыслом, так и по неосторожности.
Статья 15.35 КоАП «Нарушение требований законодательства о противодействии неправомерному использованию инсайдерской информации и манипулированию рынком». 
Статья устанавливает административную ответственность за неисполнение или ненадлежащее исполнение обязанностей, указанных в Федеральном законе от 27.07.2010 N 224-ФЗ, следующими лицами:
- лицом, обязанным раскрывать инсайдерскую информацию, обязанности по раскрытию инсайдерской информации;
- лицами, обязанными вести список инсайдеров, обязанностей по ведению списка инсайдеров и уведомлению лиц, включенных в список инсайдеров;
- инсайдерами обязанности по уведомлению Банка России об осуществленных ими операциях с финансовыми инструментами, иностранной валютой и (или) товарами;
- лицом обязанностей по принятию установленных законодательством мер, направленных на предотвращение, выявление и пресечение злоупотреблений на финансовых и товарных рынках.

Привлечением к административной ответственности за нарушение вышеуказанных статей занимаются должностные лица Банка России. В некоторых случаях, например, применение меры административного наказания в виде дисквалификации должностного лица, дело об административном нарушении передается в суд.

#### Гражданско-правовая ответственность
Согласно ч. 7 ст. 7 Федерального закона от 27.07.2010 N 224-ФЗ лица, которым в результате неправомерного использования инсайдерской информации причинены убытки, вправе требовать их возмещение от лиц, в результате действий которых были причинены такие убытки. В дальнейшем правовое регулирование такого права раскрыто Приказом ФСФР России от 28.06.2012 N 12-49/пз-н вместе с применимыми положениями гражданского законодательства. Так, по мнению некоторых авторов, они могут представлять собой реальный ущерб, так и упущенную выгоду.

#### Иные меры, принимаемые Банком России

##### Аннулирование и приостановление лицензии
Согласно действующему законодательству Банк России при нарушении Федерального закона от 27.07.2010 N 224-ФЗ и принятых в соответствии с ним нормативных правовых актов вправе принимать решение о приостановлении действия или об аннулировании лицензии на осуществление профессиональной деятельности на рынке ценных бумаг, лицензии акционерного инвестиционного фонда, управляющей компании, специализированного депозитария, лицензии на осуществление банковских операций в случае неоднократного нарушения в течение одного года, если указанные юридические лица не докажут, что они приняли все необходимые меры для предотвращения соответствующих нарушений.
Согласно пункту 9.1 Инструкции Банка России от 13 января 2020 г. N 201-И, Банк России может обратиться в лицензирующий орган (орган, осуществляющий надзор, аккредитацию) с предложением о принятии установленных федеральными законами мер воздействия, включая приостановление действия или аннулирование (отзыв) лицензии на осуществление соответствующих видов деятельности.

##### Аннулирование аттестата специалиста финансового рынка
Согласно пункту 10 статьи 44 Федерального закона от 22.04.1996 N 39-ФЗ "О рынке ценных бумаг", Банк России имеет право аннулировать квалификационные аттестаты специалиста финансового рынка у физических лиц. По состоянию на ноябрь 2020 года Банк России аннулировал квалификационные аттестаты у 74 физических лиц за нарушение законодательства о противодействии неправомерному использованию инсайдерской информации и манипулированию рынком. 

##### Предписания Банка России
Согласно пункту 9.1 Инструкции Банка России от 13 января 2020 г. N 201-И, если в результате или в ходе проверки Банк России выявил нарушения законодательства о противодействии неправомерному использованию инсайдерской информации и манипулированию рынком, то он может выпустить предписания о:
- об устранении допущенных юридическими и физическими лицами нарушений
- об устранении последствий таких нарушений
- о недопущении аналогичных нарушений в дальнейшем
- о приостановлении торговли финансовыми инструментами, иностранной валютой и (или) товарами;